# Дмитриев, Юрий Юрьевич
Юрий Юрьевич Дмитриев (19 декабря 1939 — 12 августа 2012, Санкт-Петербург) — советский и российский физик, доктор физико-математических наук, профессор.

## Биография
Окончив аспирантуру физического факультета ЛГУ им. А. А. Жданова, под руководством П. П. Павинского защитил кандидатскую диссертацию и в 1965 году начал работать на кафедре квантовой механики физического факультета в должности младшего научного сотрудника. Темой его исследований были вариационные принципы в квантовой механике для матричных элементов (в том числе недиагональных) произвольных операторов. Был построен вариационный принцип для логарифма Бете, являющегося важной частью выражения для лэмбовского сдвига в лёгких атомах. Далее стал заниматься применением методов квантовой теории поля в квантовой механике. С начала 1970-х годов заинтересовался квантовой электродинамикой (КЭД) сильно связанных электронов в тяжёлых атомах и многозарядных ионах. В этой области им была построена построение КЭД-теории возмущений для сильно связанных электронов в случае вырожденных состояний.
Кроме того, была развита строгая КЭД-теорию сильно связанных электронов в переменном внешнем электромагнитном поле (поле лазера). Эти две группы его работ нашли отражение в монографии "Relativistic Effects in the Spectra of Atomic Systems", написанной совместно с Л. Н. Лабзовским и Г. Л. Климчицкой и опубликованной издательством IOP (Institute of Physics) в 1993 году. Эти же работы легли в основу его докторской диссертации, защищённой несколько ранее.
С середины 1980-х годов начал развивать новую тематику: релятивистские расчёты электронной структуры молекул, в том числе двухатомных молекул, содержащих тяжёлые атомы. Расчёты последних особенно актуальны в связи с возможностью наблюдения электрического дипольного момента (ЭДМ) электрона на таких молекулах. Была заложена основа таких расчётов, которые в настоящее время значительно усовершенствованы и совместно с экспериментальными данными определяют современную границу существования ЭДМ электрона. Дмитриев не только разрабатывал методы молекулярных расчётов, но и сам проводил эти расчёты.
Специалисты в области атомной теории давно пытались объединить в одном подходе теорию многих тел, развитую в рамках квантовой механики на основе уравнения Дирака, и КЭД. Задача плохо поддавалась решению, поскольку КЭД строится на основе теории возмущений исходя из одночастичного приближения и её трудно сформулировать на многочастичной основе. Дмитриев перевернул проблему: он сумел переформулировать квантовую задачу многих частиц в формально одночастичном виде и уже на этой основе строить КЭД-теорию.
На физическом факультете читал лекции по квантовой механике для теоретических групп, теорию излучения для студентов кафедры квантовой механики, разработал и в течение многих лет читал спецкурс по методам квантовой теории поля в квантовой механике, читаемый для студентов кафедры квантовой механики на последнем семестре обучения. Был руководителем многих дипломных работ студентов и диссертаций аспирантов кафедры. Преподавал физику в физико-математической школе № 45.
Был широко известен в мировом сообществе физиков-теоретиков, занимающихся теорией атомов и молекул, имел контакты и совместные труды с учёными Швеции, Германии, Канады. Владел английским, французским, шведским языками. Являлся знатоком искусства, литературы, поэзии.
Был женат. Жена — Галина Артамоновна Дмитриева (Галина Дюмонд), поэтесса.
Трагически погиб 12 августа 2012 года (был сбит машиной на улице).